# Bartholomeus van Bassen

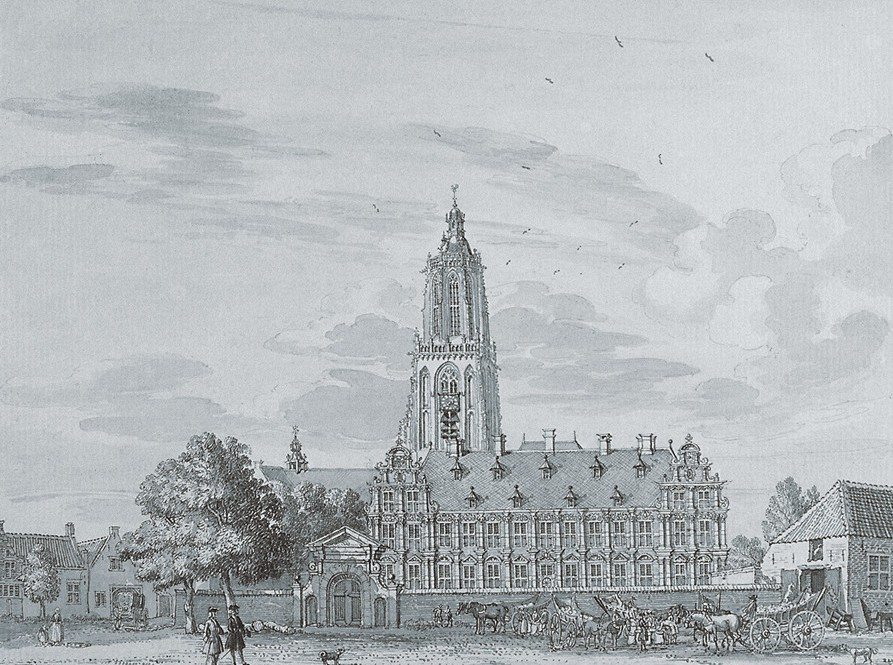
Palast Friedrichs V. von der Pfalz in Rhenen, erbaut 1630/31 durch Bartholomeus van Bassen

Bartholomeus Corneliszoon van Bassen (* um 1590; † 1652 in Den Haag) war ein niederländischer Architekt und Kunstmaler des Barock und ein wichtiger Vertreter des Goldenen Zeitalters der Niederlande. Bekanntheit erlangte er insbesondere als Stadtarchitekt von Den Haag und Erbauer des Palasts von Friedrich V. von der Pfalz in Rhenen.

## Familie und Privatleben
Nur die Jahreszahlen seiner Geburt und seines Todes sind bekannt; über seine Familie, sein Privatleben und seine Ausbildung ist ebenfalls nur wenig bekannt. Möglicherweise wurde er in Delft geboren und ausgebildet, wo er jedenfalls 1613 der Lukasgilde beitrat; seine früheste Arbeit ist auf 1614 datiert. 1622 wurde er Mitglied der Malergilde in Den Haag, musste also in die Residenzstadt umgezogen sein. Sein Großvater Bartolt Ernst van Bassen war Urkundsbeamter am Den Haager Hof van Holland, (dem ältesten, ausschließlich mit gelehrten Juristen besetzten Obergericht), was ihn vielleicht zum Umzug bewogen hatte. 1624 heiratete van Bassen Aaltgen Pietersdr van Gilst. Das Paar hatte einen Sohn, Aernoudt Ernst, dessen Lebensweg und Beruf bis auf die Tatsache, dass er mit der Tochter von Cornelis van Poelenburch (1594/95–1667) verheiratet war, nicht überliefert sind.
Van Bassen starb 1652 kurz nach dem Tod seiner Frau und wurde in der Jacobskirche in Den Haag begraben.
Gerrit Houckgeest (1600–1661) ist der einzige Maler, von dem überliefert ist, dass er ein Schüler van Bassens war.

## Baumeister und Architekt
Von 1629 bis 1634 war Van Bassen mit Privatbauten des Statthalters Frederick Hendrick am Honselaarsdijk und dem Schloss Ter Nieuburch bei Den Haag beschäftigt. 1630 bis 1631 arbeitete er als leitender Architekt am Palast des „Winterkönigs“ Friedrichs V. von der Pfalz in Rhenen.
1638 wurde er Den Haager Baumeister und 1639 zum Stadtbaumeister befördert, eine Position, die er bis 1650 innehatte.
Er baute unter anderem 20 Brücken über neu gegrabene Grachten; die bekannteste war die Bosbrug. Zusammen mit Pieter Adriaansz Noorwits entwarf er die Nieuwe Kerk, die erste in den Haag speziell für Protestanten entworfene Kirche, die 1649 bis 1656 errichtet wurde. Van Bassen entwarf und verwirklichte auch verschiedene Hofjes, 1645 zum Beispiel den Hof van Wouw am Lange Beestenmarkt mit seinen beiden prächtigen Eckhäusern. Auch der Entwurf des Hofgartens (Tuin der Hesperiden) soll von ihm stammen. Sein letztes großes Bauprojekt war das Boterhuis (Butterhaus) an der Prinsegracht.

## Kunstmaler
Van Bassen war auch ein begabter und schon zu Lebzeiten erfolgreicher Maler, der sich thematisch überwiegend architektonischen Perspektiven und Innenansichten von Kirchen widmete.